# Adogbé
Adogbé est l'un des huit arrondissements de la commune de Covè dans le département du Zou au centre du Bénin.

## Géographie

### Localisation
Adogbé est situé au Sud de la commune de Covè.

### Administration
Sur les trente-six villages et quartiers de ville que compte la commune de Covè, l'arrondissement de Adogbé en groupe 04 villages.

## Histoire
L'arrondissement de Adogbé est une subdivision administrative béninoise. Dans le cadre de la décentralisation au Bénin, il devient officiellement un arrondissement de la commune de Covè, le 27 mai 2013, après la délibération et adoption par l'Assemblée nationale du Bénin. Ceci se déroule lors de la séance du 15 février 2013 de la loi N° 2013-O5 du 15/02/2013 portant création, organisation, attributions et fonctionnement des unités administratives locales en République du Bénin,.

## Démographie
Selon le recensement de la population de 2013 conduit par l'Institut national de la statistique et de l'analyse économique (INSAE), Adogbé compte 1601 ménages avec 7 979 habitants.